# Typ Falkenried (tramwaje w Szczecinie)
Falkenried – typ silnikowego, dwukierunkowego wagonu tramwajowego, wytwarzanego w 1912 r. w zakładach Falkenried dla sieci tramwajowej w Szczecinie. Ogółem wyprodukowano 6 egzemplarzy.

## Konstrukcja
Falkenried to dwukierunkowy, silnikowy, dwustronny, wysokopodłogowy wagon tramwajowy z metalowym nadwoziem i zamkniętymi pomostami. Nadwozie opierało się na pojedynczym dwuosiowym wózku. Na przednim oraz na tylnym czole tramwaju zamontowano po jednym okrągłym reflektorze oraz gniazda sterowania wielokrotnego. Poza tym tramwaje wyposażono w sprzęgi trąbkowe. Do wnętrza tramwaju prowadziło czworo jednoskrzydłowych drzwi przesuwnych, dwoje z lewej strony nadwozia i dwoje z prawej. Prąd pobierany był z sieci zasilającej za pomocą liry. Wagony wyróżniały się trójdzielnymi szybami w kabinach motorniczego. Nadwozia pomalowano na kolor ciemnoczerwony, a nad wózkami umieszczono kremowy pas z napisem Stettiner Strassen Eisenbahn, tj. Szczecińska Kolej Uliczna. 

## Dostawy
| Państwo              | Miasto         | Typ            | Lata dostaw    | Liczba | Numery taborowe |       |
| -------------------- | -------------- | -------------- | -------------- | ------ | --------------- | ----- |
| Cesarstwo Niemieckie | Szczecin       | Falkenried     | 1912           | 6      | 122–127         | [ 1 ] |
| Łączna liczba:       | Łączna liczba: | Łączna liczba: | Łączna liczba: | 6      |                 |       |

## Eksploatacja
Wagony tramwajowe typu Falkenried dostarczono do Szczecina w styczniu 1913 r. Oprócz tego, w 1943 r. do Szczecina z Oslo trafiły jeszcze dwie używane doczepy Falkenried z 1913 r. Od wagonów szczecińskich, oprócz brakiem silnika, odróżniały się krótszym i węższym nadwoziem oraz niezabudowanymi pomostami. Otrzymały one numery taborowe 523 i 524. Doczepa nr 523 eksploatowana była przynajmniej do 1965 roku. Po wojnie druga doczepa została sprzedana Elektrycznej Kolei Dojazdowej w Warszawie i kursowała w składach z wagonami silnikowymi typu K. Została wycofana z ruchu w 1949 r.
Fabrycznie nowe, przedwojenne wagony Falkenried zakończyły służbę liniową w Szczecinie około roku 1967. Do dziś nie przetrwał ani jeden egzemplarz tramwaju tego typu.